# Gábor Reviczky
Gábor Reviczky (ur. 28 marca 1949 roku w Tatabányi) – węgierski aktor.

## Filmografia
Spis został sporządzony na podstawie materiału źródłowego.
- 1974: Makra
- 1976: Talpuk alatt fütyül a szél
- 1976: A járvány
- 1977: Katonák
- 1978: Osiemdziesięciu huzarów
- 1978: A kétfenekü dob
- 1979: Az eröd
- 1979: Mese habbal
- 1979: Ten dzień to prezent
- 1979: Imre
- 1980: Lóden-Show
- 1980: Ofiara
- 1980: IV. Henrik király
- 1980: Circus maximus
- 1981: Tüzet viszek
- 1981: Csúzli
- 1981: A transzport
- 1981: Brutus
- 1982: A persely, avagy egy görbe nap Budapesten
- 1982: Inne spojrzenie
- 1982: Tylko bez paniki
- 1982: Nyom nélkül
- 1983: Mint oldott kéve
- 1983: Hungarian Dracula
- 1983: A tranzitutas
- 1983: A Mi Ügyünk, avagy az utolsó hazai maffia hiteles története
- 1983: Klapka légió
- 1983: A béke szigete
- 1984: Szálka hal nélkül
- 1984: A férj vadászik
- 1984: Hanyatt-homlok
- 1984: Szeretök
- 1985: Széchenyi napjai
- 1985: Czerwona hrabina
- 1985: Ostatni taniec Maty Hari
- 1985: Higgyetek nekem!
- 1986: Głupota nie jest przeszkoda
- 1986: Akli Miklós
- 1987: Micike és az Angyalok
- 1987: A varázsló álma
- 1987: Vakvilágban
- 1987: Laura
- 1987: Koklusz
- 1987: Isten veletek, barátaim
- 1987: Hol volt, hol nem volt
- 1988: Miss Arizona
- 1988: Küldetés Evianba
- 1988: Tüske a köröm alatt
- 1988: Krzyk i krzyk
- 1989: The Nightmare Years
- 1989: Linda
- 1989: Eszmélet
- 1989: Der Kronprinz
- 1989: Vadon
- 1989: Nyomozás a Kleist-ügyben
- 1989: Halállista
- 1989: A megközelíthetetlen
- 1989: A hecc
- 1989-1990: Családi kör
- 1990: God afton, Herr Wallenberg
- 1991: Sivatagi nemzedék
- 1991: Powrotne ścieżki Boga
- 1991: Halálutak és angyalok
- 1991-1993: Familia Kft.
- 1992: Három boltoskisasszony
- 1992: Kobieta na wczasach
- 1992: A csalás gyönyöre
- 1992: Ördög vigye
- 1992: Roncsfilm
- 1992: A nagy postarablás
- 1993: Prinzenbad
- 1993: Rádióaktív BUÉK
- 1994: Így írtok ti
- 1994: Woyzeck
- 1994: Ábel az országban
- 1994: Embrion
- 1994: Devictus Vincit
- 1996: A szigetvári vértanúk
- 1996: Sztracsatella
- 1996: A három testör Afrikában
- 1997: Csinibaba
- 1997: A Szórád-ház
- 1997: A miniszter félrelép
- 1997: Semmittevök
- 1998: Zimmer Feri
- 1998: Ámbár tanár úr
- 1998: Ábel Amerikában
- 1999: Istennél a kegyelem
- 1999: 6:3, avagy játszd újra Tutti
- 1999: Kész Átverés Show
- 2000: Kisváros
- 2000-2003: Pasik!
- 2001: Üvegtigris
- 2002: Na végre itt a nyár
- 2002: Perlasca: Un eroe italiano
- 2002: Szczypta Ameryki
- 2002: A titkos háború
- 2003: Lili
- 2004: Magyar vándor
- 2004: Barátok közt
- 2005: Csudafilm
- 2006: Üvegtigris 2.
- 2006-2007: Szeszélyes
- 2007: Lora
- 2007: Macskafogó 2 - A sátán macskája
- 2008: Casting minden
- 2008: Kis Vuk
- 2008: A hortobágy legendája
- 2008: Immigrants (L.A. Dolce Vita)
- 2008: Szczypta Ameryki 2
- 2009: Álom.net
- 2010: Így, ahogy vagytok
- 2010: Zimmer Feri 2.
- 2010: Üvegtigris 3.
- 2011: Gimi
- 2011: Égi madár
- 2012: Fák
- 2012: Szájhösök
- 2012: Pillangó
- 2015: A fekete bojtár
- 2015: Liza, lisia wróżka
- 2015: Kossuthkifli
- 2015: Butiquehotel
- 2017: A mi kis falunk
- 2017: Pappa pia